# NGC 4216
NGC 4216は、金属の豊富な中間渦巻銀河である。約4000万光年離れたおとめ座銀河団の中心付近にある。地球からはほぼ真横に見える。

## 物理的特徴
おとめ座銀河団で最も大きく最も明るい渦巻銀河の1つで、絶対等級は-22と推定される（即ちアンドロメダ銀河よりも明るい）。この銀河団の他の多くの渦巻銀河と同様に、銀河の光学円盤に集まる中性水素を欠いており、この型の銀河としては表面密度が低い。これが事実であれば、恐らく銀河団ガスとの相互作用のため、円盤は柱状の構造を持つと考えられる。
NGC 4216の銀河ハローでは、銀河系の5倍近い約700個と推定される多くの球状星団に加え、この銀河に破壊され、吸収された2つの伴銀河であると解釈される2つの恒星ストリームが存在する。
NGC 4216は、おとめ座銀河団の中で、矮小銀河が高い確率で破壊されている領域にあるように見え、これらの種類の銀河と多くの相互作用をしている。